# Castiglione d'Intelvi
Castiglione d'Intelvi är en ort och frazione i kommunen Centro Valle Intelvi i provinsen Como i regionen Lombardiet i Italien. 
Castiglione d'Intelvi upphörde som kommun den 1 januari 2018 och bildade med de tidigare kommunerna Casasco d'Intelvi och San Fedele Intelvi den nya kommunen Centro Valle Intelvi. Den tidigare kommunen hade 1 217 invånare (2017).